# 烏克蘭裔加拿大人
乌克兰裔加拿大人是指具有乌克兰血統的加拿大公民或在乌克兰出生后移民到加拿大的人。
在19世纪末，第一批乌克兰移民抵达加拿大。他们主要是為寻求更好生活和经济机会的农民和工人。他們大多定居在加拿大西部省份，特别是马尼托巴省、萨斯喀彻温省和阿尔伯塔省。这些省份提供了肥沃的土地和农业经济机会，这也是大多数當地乌克兰人熟悉的职业。乌克兰移民能够在加拿大建立一个强大的社区。他们建造教堂、社区中心和文化组织以保护他们的语言和文化传统。而在1920年后，他們大部分都從加拿大西部搬離到安大略省的城市。
在第二次世界大战後，部分曾在苏德战争中參與親衛隊第14師的乌克兰人被暫時關在戰俘營，後來到1947年，2000多名烏克蘭戰俘以「難民」身份被送往加拿大。